# Капніст Петро Іванович
Граф Петро Іванович Капніст 14 [26] квітня 1830 — 26 березня 1898) — російський письменник, драматург і поет; онук Василя Васильовича Капніста.

## Біографія
Петро Іванович Капніст народився в родині Івана Васильовича Капніста і Пелагеї Григорівни Горленко. Розпочав своє навчання в гімназії в Полтаві, де й провів майже все своє дитинство. Закінчив гімназію в Москві.
Закінчивши в 1852 році юридичний факультет Московського університету зі ступенем кандидата права, служив в канцелярії бессарабського генерал-губернатора П. І. Федорова. У 1856—1859 роки — цензор Московського цензурного комітету. З 1863 року — редактор «Огляду сучасної літератури».
У службових справах був знайомий з І. А. Гончаровим, Н. А. Некрасовим, Я. П. Полонським, Н. П. Жандра та ін.
У 1865—1868 роки — правитель справ Головного управління у справах друку. Директор Санкт-Петербурзького піклувальної Комітету про в'язницях. З 1868 року — понадштатний чиновник особливих доручень V класу при міністерстві внутрішніх справ.
З 1868 року по 1874 рік був головним редактором «Урядового Вісника». З 1875 року в відставку в званні камергера з чином дійсного статського радника .
Починаючи з 1870-х років жив переважно за кордоном (Німеччина, Швейцарія, Італія, Франція), зрідка наїжджаючи до Росії. Помер раптово в Римі від зупинки серця. За рішенням дружини і доньок був похований в землі предків — на острові Закінф .

## Сім'я
Дружина (з 11 листопада 1862) — Катерина Євгенівна Мандерштерн (24.11.1839-після 1898), дочка генерал-лейтенанта Є. Е. Мандерштерна. За словами дочки, вона жваво цікавилася літературної і службовою діяльністю свого чоловіка, постійно була присутня при розмовах присутніх у нього поетів, або осіб з службового світу. Листувалася з Гончаровим. У шлюбі народилися :
- Інна (1864—1948, Токіо), видавниця творів батька[4], викладачка французької мови в університеті «Васеда», в шлюбі Метакса[5] ;
- Євгенія (нар. 1867), в шлюбі Драгаціс-Палеолог.

## Літературна творчість
За життя Капніст друкував дуже мало; його «Твори» (в 2-х томах) видані дочкою в Москві в 1901 році, включали ряд ліричних віршів, історичну трагедію у віршах «Сен-Марс», незакінчену історичну трагедію у віршах «Стенька Разін», поему "Злочинець "і вкрай недоброзичливі характеристики літературного руху 1860-х років. Надруковані в формі конфіденційної доповіді імператору Олександру II, вони в той час служили керівництвом для цензорів.
У виданні 1901 року також ще було вперше опубліковано вірш "Як не важкий останній час … ", яке Тютчев накидав під час засідання Головного управління у справах друку на випадковому клаптику паперу і яке Капніст зберіг для потомства.
П. І. Капніста вказано автором тексту ряду романсів: А. Щербачов — «Біля моря, біля бурхливого моря …» (М .: Юргенсон, 1902), Ф. Гартман — «Жайворонок» і «Спокійно хмара пливе …» (СПб. : Циммерман, 1910).

## Нагороди
- Орден Святого Станіслава 1 ступеня[7] ;
- Орден Святого Володимира 3 ступеня;
- Орден Святої Анни 2 ступеня;
- Їм. бронзова медаль в пам'ять війни 1853-56 років .